# Józef Hymnograf
Józef Hymnograf, cs. Prepodobnyj Iosif Piesnopisiec (ur. ok. 816, zm. 3 / 4 kwietnia 886 w Konstantynopolu) – święty katolicki i prawosławny, artysta, uczony i poeta.

## Życiorys
Pochodził z Sycylii, skąd uciekł do Salonik przed arabskimi najeźdźcami. Był założycielem szkoły śpiewu sakralnego i autorem hymnów. Jako autora około trzystu hymnów i pieśni liturgicznych, Cerkiew nazwała go "hymnografem". W czasie konfliktu ikonoklastycznego był w 841 roku wysłannikiem obrońców świętych obrazów do papieża Grzegorza IV. Uwięziony przez piratów do 843 roku przebywał w więzieniu na Krecie. Po odzyskaniu wolności mieszkał w odosobnieniu, a ok. 850 roku założył klasztor. W 858 roku został zesłany na Krym, gdzie przebywał do 867 roku. Swoją działalność literacką kontynuował do śmierci, pracując w świątyni Hagia Sophia w Konstantynopolu.

## Kult
Wspomnienie liturgiczne w Kościele katolickim obchodzone jest 4 kwietnia, natomiast Cerkiew prawosławna wspomina świętego mnicha Józefa 4/17 kwietnia, tj. 17 kwietnia według kalendarza gregoriańskiego.